# 鲁菲亚克 (夏朗德省)
鲁菲亚克（法語：Rouffiac，法語發音：[ʁufjak]）是法国夏朗德省的一个市镇，属于昂古莱姆区。

## 地理
鲁菲亚克（45°16'7"N, 0°4'54"E）面积9.89 平方千米，位于法国新阿基坦大区夏朗德省，该省份为法国西部内陆省份，北起德塞夫勒省和维埃纳省，东临上维埃纳省，东南至多尔多涅省，南至多爾多涅省，西接滨海夏朗德省。
与鲁菲亚克接壤的市镇（或旧市镇、城区）包括：莱塞萨尔、奥里瓦勒、圣康坦德沙莱、圣罗曼。

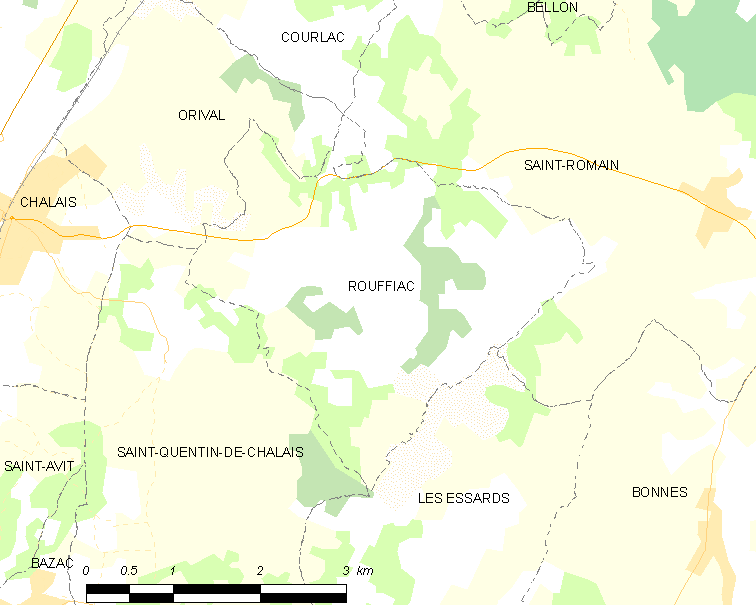
的OSM定位图

鲁菲亚克的时区为UTC+01:00、UTC+02:00（夏令时）。

## 行政
鲁菲亚克的邮政编码为16210，INSEE市镇编码为16284。

## 政治
鲁菲亚克所属的省级选区为蒂德-拉瓦莱特县。

## 人口

1962-2008年间人口变化图示

鲁菲亚克于2022年1月1日时的人口数量为119人。